# Fiat-Revelli M1914
Fiat-Revelli Modello 1914 je italijanska vodno hlajena strojnica kalibra 6,5 mm Carcano, ki se je uporabljala predvsem med prvo svetovno vojno. Polni se s posebnimi škatlastimi okvirji in ima izbirnik ognja, ki omogoča streljanje v rafalih ali posamično.

## Razvoj
Kraljeva italijanska vojska je po testiranjih, ki so potekala od leta 1887, kot prvo moderno strojnico v svojo oborožitev leta 1901 uvedla Maxim. Teh so kupili nekaj sto kosov. Italijansko vojno ministrstvo si je od istega leta prizadevalo za zamenjavo te strojnice z lastnim, italijanskim produktom. Že konec leta 1901 je italijanski častnik Giuseppe Perino skonstruiral svojo strojnico. Italijanske oblasti so jo preizkusile in ugotovile, da gre dober dizajn, zato je njen razvoj ostal zaupen. Po nekaj popravkih je bila leta 1908 testirana v primerjavi z Maximom. Po dodatnih popravkih je nastal model 1908, nato pa še model 1910. Italijansko vojaško ministrstvo je vseskozi ta testiranja izdelovalo in kupovalo Maxime ter tako prikrivalo razvoj svoje domače strojnice. Zaradi te stroge zaupnosti Perino nikoli ni bil deležen pravih testov vzdržljivosti in učinkovitosti, kar je posledično le upočasnilo njegov razvoj in na koncu pripeljalo do njegovega propada.
Leta 1908 se je še en italijanski častnik, Abiel Betel Revelli odločil za izdelavo svoje strojnice. Na svoji vodno hlajeni strojnici je uporabil zaklep z radialno gibljivimi blokirnimi deli. Mehanizem te je bil kasneje uporabljen tudi kot temelj pištole Glisenti M1910. Prav tako je zasnoval poseben kovinski nabojnik kvadraste oblike, ki je lahko držal 50 (obstaja tudi 100-strelna različica) nabojev kalibra 6,5 mm Carcano. Ti so bili razvrščeni v stolpcih po 5. Različica s 100 naboji je tako imela kar 20 takih stolpcev, pogostejša 50-strelna pa pol manj. Nabojnik se je vstavljal z leve strani, po izpraznitvi pa je na drugi strani padel na tla. Na testih, ki so jih izvajale italijanske oblasti se je strojnica Fiat-Revelli vedno dobro obnesla, vendar so oblasti ostale negotove glede njene uvedbe. Konstruktor Revelli je z razvijanjem nadaljeval vse do začetka prve svetovne vojne. Ob začetku vojne se Italijani niso več mogli zanesti na mednarodni trg, kjer so do takrat kupovali orožje. Že istega leta so Revellievo strojnico uvedli v svojo vojsko pod imenom Fiat-Revelli Modello 1914 in pričeli njeno masovno proizvodnjo v tovarni avtomobilov Fiat.

## Delovanje
Zaklep deluje na principu mešanice povratnega pritiska in odsuna, kar pomeni, da sila odsuna in smodniški plini ob izstrelitvi naboja delujejo neposredno na zaklep. Cev in zaklep se med tem, ko je krogla še v cevi skupaj premakneta nazaj (trzneta) za približno 1,5 cm, nato se zaklep loči od cevi in nadaljuje pot nazaj sam. Ob tem na zaklep deluje del, ki upočasnjuje njegov povratni pomik. To zagotovi, da je ločevanje zaklepa od cevi upočasnjeno za toliko časa, da krogla varno zapusti cev. Ko krogla cev zapusti, se del, ki upočasnjuje zaklep odmakne in zaklep zdrsne nazaj. Ob pomiku nazaj se izvrže prazni tulec in na zaklep začne delovati sila glavne vzmeti, ki ga potisne naprej. S tem se iz okvirja v cev vloži nov naboj.

## Različice
Obstajali sta dve različici M1914 z majhno razliko; prva je imela  gladko hladilno cev (pogosto tudi razbijalec plamena), druga pa rebrasto, ki je zaradi nekoliko večje hladilne površine omogočala rahlo boljše hlajenje.
Leta 1935 so v Italijansko vojsko uvedli tudi izboljšano različico, Fiat-Revelli M1935. Ta je imela vrsto izboljšav; bila je zračno hlajena, namesto škatlastega nabojnika je uporabljala kovinski pas in je uporabljala močnejši naboj, 8x59 Breda.

## Uporabnice
- Avstro-Ogrska: Zaplenjene na soški in tirolski fronti, večja količina predvsem po preboju pri Kobaridu.
- Kraljevina Italija
- Republika Kitajska[4]
- Tretji rajh: Pod imenom schwere MG 200(i).

- Jugoslovanski partizani

## Galerija
- Štiričlanska strojnična ekipa na hrbtu prenaša (z leve) 2x strelivo, trinožni podstavek in samo strojnico.
- Pogled od zadaj, Etiopija, 1936.
- Avstro-ogrski vojak demonstrira protiletalsko rabo, vidna je odprtina za nabojnik.